# I Let It In and It Took Everything
I Let It in and It Took Everything è il secondo album in studio del gruppo musicale inglese Loathe, pubblicato il 7 febbraio 2020 dall'etichetta discografica SharpTone Records.

## Descrizione
Max Heilman di Riff Magazine ha descritto l'album come una "grandiosa visione metalcore" che spinge i confini di ciò che la musica pesante può diventare evitando inutili espedienti. Remfry Dedman di Metal Hammer descrive il sound della band come impossibile da classificare. Jake Richardson di Kerrang! descrive l'album come una mescolanza di distorsioni metalliche con sonorità ambient, chitarre melodiche ed elementi di generi di nicchia come lo shoegaze, lodando anche l'abilità di variare con facilità da un post-rock dalle sonorità aperte ad un metal ritmato e dissonante. Sam Houlden di PunkNews ha definito l'album come "hardcore new romantic", con la band che va ad esplorare diversi paesaggi sonori. Viene inoltre fatta notare la capacità di sapersi destreggiare tra tecniche sezioni hardcore martellanti e sincopate e ritornelli eterei e melodici per poi arrivare a breakdown con infusioni elettroniche e glitch. Rock 'N Load loda la band per l'incorporazione di elementi nu metal e metalcore moderno con uno stile post-metal. L'undicesima traccia del disco, Heavy Is the Head that Falls with the Weight of a Thousand Thoughts, presenta delle chiare influenze black metal. Molti giornalisti hanno paragonato il sound del disco a quello dei Deftones. Lourdwire descrive l'album come un hardcore dai groove djent ed elastici, con tracce di propulsione industrial.
La band fa un uso dinamico di voci sporche e pulite, di chitarre dalle accordature basse, di atmosfere dalle basse tonalità e di texture di chitarra tipicamente shoegaze.

## Tracce
1. Theme – 1:23
2. Aggressive Evolution – 3:27
3. Broken Vision Rhythm (feat. Harry Rule) – 2:36
4. Two-Way Mirror – 5:00
5. 451 Days – 1:39
6. New Faces in the Dark – 3:12
7. Red Room – 2:03
8. Screaming – 5:55
9. Is It Really You? – 4:48
10. Gored – 3:08
11. Heavy Is the Head that Falls with the Weight of a Thousand Thoughts – 4:18
12. A Sad Cartoon – 5:16
13. A Sad Cartoon (Reprise) – 1:15
14. I Let It in and It Took Everything... – 5:20

## Formazione
Loathe
- Kadeem France – voce death, voce melodica
- Erik Bickerstaffe – chitarra solista, voce melodica, voce death
- Connor Sweeney – chitarra ritmica, cori
- Feisal El-Khazragi – basso, cori
- Sean Radcliffe – batteria

Produzione
- Loathe – produzione, copertina
- George Lever – missaggio
- Jens Bogren – mastering
- Olli Appleyard – fotografia